# Люботинь-Влукі
Люботинь-Влукі (пол. Lubotyń-Włóki) — село в Польщі, у гміні Старий Люботинь Островського повіту Мазовецького воєводства.
Населення — 168 осіб (2011).
У 1975-1998 роках село належало до Остроленцького воєводства.

## Демографія
Демографічна структура станом на 31 березня 2011 року:
|          | Загалом | Допрацездатний вік | Працездатний вік | Постпрацездатний вік |
| -------- | ------- | ------------------ | ---------------- | -------------------- |
| Чоловіки | 83      | 17                 | 57               | 9                    |
| Жінки    | 85      | 22                 | 46               | 17                   |
| Разом    | 168     | 39                 | 103              | 26                   |